# Teleskopický obušek

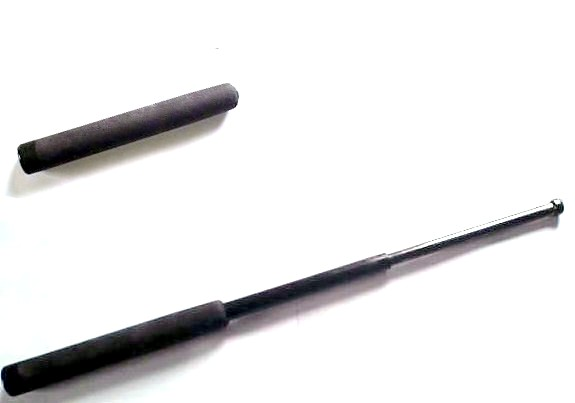
21" teleskopický obušek

Teleskopický obušek je moderní úderná ruční zbraň určená jako útočný nebo obranný prostředek ozbrojených složek, případně jako pomůcka pro sebeobranu civilních osob. V běžném povědomí je znám příkladmo jako: teleskop, obuch, instantní klacek etc.

## Historie
Zřejmě první tzv. zabijáky byly použity ve druhé světové válce britskými jednotkami “Commandos”. Poslední vysouvací část však nebyla trubka, ale pružina.
Teleskopický obušek, jak jej známe dnes, pravděpodobně vyvinula v 80. letech firma ASP v USA pro potřeby speciálních jednotek. Tato zbraň se záhy stala velmi populární a rozšířila se i mezi prostými lidi jako účinný prostředek sebeobrany. Dalším výrobcem teleskopických obušků je například česká společnost Euro Security Products (ESP).

## Konstrukce
Teleskopický obušek se skládá ze tří ocelových trubek zasunutých v sobě, nejmenší (přední) trubka prochází ostatními až do koncovky obušku kde je její konec jištěn třením o perko proti samovolnému otevírání obušku. Prudkým švihnutím se obušek rozloží do plné délky, zde dojde k tzv. frikční aretaci trubek, kdy se do sebe zaseknou kuželové plochy na koncích trubek. Složení závisí na provedení, respektive typu; v případě těch “obyčejných” se musí provést rychlý úder obušku volně uchopeného za konec kolmo k tvrdému povrchu, tím se kužely uvolní a následně lze být obušek zavřen (tento způsob je velmi nepraktický a nepružný, tím pádem i obušky takovéto konstrukce signifikantně pozbývají na efektivitě i efektnosti); v případě “specializovaných”, jež disponují tlačítkem, se prostě ono zařízení stiskne a trubky se opět tiše zasunou. Ilustrované instrukce jsou předpokládány být na krabičce nebo v manuálu každého obušku. Další důležitou částí je rukojeť, která je zpravidla gumová a měla by zabránit vytržení obušku z ruky.

## Varianty

### Délka obušku
Délka obušku se obvykle uvádí v palcích a jedná se o délku otevřeného obušku. Většina výrobců nabízí obušky v několika délkách, zpravidla 16", 18", 21", 23" a 26", někdy také 12", 22" nebo 24". Obušky velikostí 12-21" (včetně) jsou vhodné pro skryté nošení. Za nejvýhodnější se obecně považuje rozměr 18" nebo 21", který umožňuje pohodlné skryté nošení pod vhodným oděvem, stejně jako policejní použití. Jedná se o kompromis mezi ukrytelností (zavřený je jen o cca centimetr delší než 16" varianta) a délkou, tedy dosahem a silou úderu. Nejkratší běžný obušek rozměru 16" je obtížně použitelný pro odváděcí techniky založené na páčení ramene. Velikosti určené pro viditelné nošení (policie a bezpečnostní agentury) jsou od 21" (včetně) do 26". V závislosti na délce je hmotnost obušku od 0,3 do 0,6 kg. 

### Kalené a nekalené provedení
Další rozdíly jsou v provedení, tj. kalené a nekalené verze. Kalený obušek má tvrdost 40-50 HRc (přední trubka bývá nejtvrdší). Při běžném použití je téměř nemožné ho ohnout nebo zlomit, proto je velmi vhodný pro ozbrojené policejní či armádní složky. Některé modely vydrží i velmi tvrdé zacházení (opakované údery do tvrdých předmětů, použití jako improvizovaný schod, páčení atd). Většina nekalených obušků se při silnějším úderu zdeformuje a není možné je již dále používat (nelze je zavřít).
Existují také obušky vyrobené z duralu. Obecně bývají o třetinu lehčí než ocelové modely téže značky, což usnadňuje skryté denní nošení. Jejich odolnost na úrovni nekalených obušků ale omezuje jejich profesionální použití.

## Příslušenství
K teleskopickému obušku lze připevnit různé příslušenství, například LED svítilnu nebo parabolické zrcátko (pro pyrotechnický průzkum). Existují také speciální koncovky rukojeti pro boj v těsných prostorách kde nelze obušek otevřít, pro tlak na vitální body, pro rozbíjení skla a k použití jako improvizované kladívko. Také existuje speciální hlavice na obušek. Ta se nasadí na jeho konec a udělá z něho něco jako palcát. Takto osazený obušek se hodí na vyrážení oken. Rovněž existují koncovky na násilné vstupy, které bývají používány i Policií ČR. Mezi další příslušentví patří například sekyra, páčidlo, lopatka, štípací kleště (vyžaduje dva obušky) dokonce i vylamovač dveřních vložek nebo pepřový sprej.

## Nošení obušku
Existuje několik způsobů nošení obušku. Nošení ve specializovaném pouzdře poskytuje největší jistotu a vysokou rychlost tasení, rozměry pouzdra ale ztěžují skryté nošení. Skrytě se obušky často nosí v kapse bundy, v zadní kapse kalhot či zastrčené za pasem kalhot. Pro skryté nošení a zároveň zajištění obušku proti ztrátě je možné použít také kovový klips na oděv. Míra ukrytosti pak závisí na volbě oděvu a postavě uživatele obušku. Nevhodný oděv nebo volba nošení ale může vést buď ke ztrátě, nebo znemožnění včasného tasení obušku.